# Iglica (Tatry)

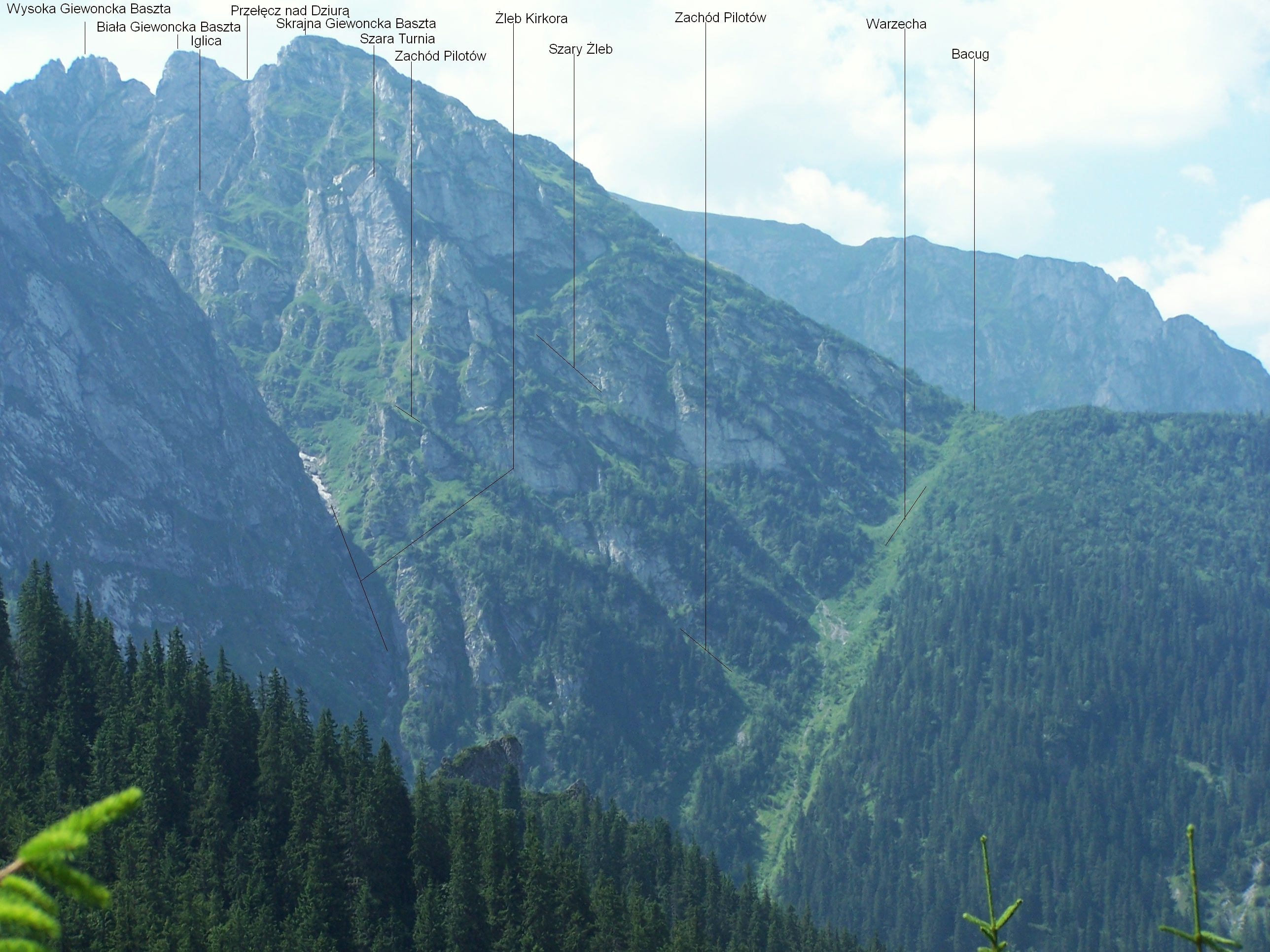
Widok na Mały Giewont z północno-wschodniej strony

Iglica – turnia we wschodnich stokach Małego Giewontu w Tatrach Zachodnich. Znajduje się w dolnej części wschodniego żebra opadającego ze Skrajnej Giewonckiej Baszty do Żlebu Kirkora. W żebrze tym powyżej szczytu Iglicy znajduje się Przełączka za Iglicą, do której Iglica opada grańką o wysokości około 10 m. Południowa ściana Iglicy opada do żlebu Dwojak, wschodnia do Żlebu Kirkora, północna do bezimiennego żlebu między dwoma żebrami Skrajnej Giewonckiej Baszty (wschodnim i drugim, również wschodnim, ale z odchyleniem na północ).
Wschodnia ściana Iglicy ma wysokość około 80 m i prowadzi nią odcinek drogi wspinaczkowej na Przełęcz nad Dziurą. Przejście fragmentu ściany Iglicy ze Żlebu Kirkora do Dwojaka to dwa wyciągi o IV stopniu trudności w skali UIAA. Pierwsze przejście: Jan Krzysztof i Andrzej Ziarko zimą 1989 r. Wejście na Przełączkę za Iglicą bezimiennym żlebem między dwoma żebrami Skrajnej Giewonckiej Baszty prawdopodobnie znane było natomiast od dawna, jest bowiem dość łatwe (I stopień trudności). Pierwsze opisane przejście (wraz z wejściem na Iglicę) – Władysław Cywiński w lecie 1984 r. w czasie wejścia na Giewoncką Przełęcz.